# Дрейвс, Виктория
Виктория «Вики» Манало Дрейвс (англ. Victoria "Vicki" Manalo Draves, 31 декабря 1924, Сан-Франциско, Калифорния — 11 апреля 2010[…], Палм-Спрингс, Калифорния) — американская прыгунья в воду, двукратная олимпийская чемпионка 1948 года.
Родилась в семье выходца с Филиппин и урождённой англичанки. Начала спортивную карьеру под девичьей фамилией её матери — Виктория Тэйлор. В 1945 году выигрывала серебро и бронзу на чемпионате США, в том же году выходит замуж за своего тренера.
В 1946—1947 годах — чемпионка США в прыжках с вышки, а в 1948 году и с 3-метрового трамплина. На Олимпийских играх в Лондоне (1948) также первенствовала в тех же дисциплинах. Была первой американкой азиатского происхождения, победившей на Олимпиадах. На 3-метровом трамплине победа Дрейвс стала для американок шестой подряд на Олимпиадах, начиная с 1920 года.
После Олимпиады некоторое время выступала в шоу Бастера Краббе. С 1950 года посвятила себя семье, воспитывая четырёх сыновей (Дэйл, Джеффри, Ким, Дэвид). В 1969 году её имя было включено в международный Зал славы водных видов спорта.